# Wegger Peak
Der Wegger Peak ist ein rund 305 m (nach britischen Angaben rund 350 m) hoher Berg auf King George Island im Archipel der Südlichen Shetlandinseln. Er ragt am Westufer des Mackellar Inlet, einer Nebenbucht der Admiralty Bay, auf.
Teilnehmer der Fünften Französischen Antarktisexpedition (1908–1910) unter der Leitung des Polarforschers Jean-Baptiste Charcot gaben einer Anhöhe in der ungefähren Position dieses Bergs den Namen Le Poing (französisch für Die Faust). Wissenschaftler des Falkland Islands Dependencies Survey identifizierten Charcots Objekt als Ansammlung von vier benachbarten Gipfeln, die vom Gebiet des Chabrier Rock aus gesehen an die Fingerknöchel einer geballten Faust erinnern. Das UK Antarctic Place-Names Committee verwarf Charcots Benennung und gab den Gipfeln 1960 individuelle Namen. Der hier beschriebene Berg ist benannt nach dem norwegischen Schiffbauingenieur Ole Wegger (1859–1936), von 1893 bis 1932 Direktor der norwegischen Werft Framnæs Mekaniske Værksted in Sandefjord. Ein benachbarter Gipfel, der Admiralen Peak, ist nach der Admiralen, dem ersten modernen Fabrikschiff für den Walfang, das in dieser Werft gebaut wurde.